# Belleza pura
Belleza pura (en portugués: Beleza pura) es una telenovela brasileña emitida por TV Globo desde el 18 de febrero hasta el 12 de septiembre de 2008, con 179 capítulos (130 en la edición internacional).
Fue escrita por Andréa Maltarolli, con supervisión de texto de Silvio de Abreu, y la colaboración de Daisy Chaves, Emanoel Jacobina, Flávia Bessone, João Brandão y Ricardo Hofstetter, dirigida por Marcelo Travesso, André Felipe Binder y Luciana Oliveira, con la dirección general de Rogério Gomes.
Protagonizada por Edson Celulari y Regiane Alves, con las participaciones antagónicas de Carolina Ferraz, Humberto Martins, Bruno Mazzeo Gustavo Leão y Monique Alfradique. Cuenta con las actuaciones estelares de los primeros actores Christiane Torloni, Reginaldo Faria y Zezé Polessa.

## Sinopsis
Joana es una dermatóloga que se crio en un orfanato y nunca conoció a su madre, que en realidad es Sônia amarante. Cuando por fin descubre quién era su madre, también recibe la noticia de que ella desapareció en la caída en la selva amazónica del helicóptero Carcará, diseñado por Guillermo, que causó la muerte a más de cuatro personas. Lo que ellos no saben es que el helicóptero fue saboteado por la villana Norma, y que más tarde los desaparecidos en el accidente regresarán.
Además de las maldades de Norma, Guillermo tendrá otro obstáculo a su amor por Joana: el sencillo doctor Renato Reis, que también se ha enamorado de Joana. Más tarde, Guillermo y Sônia se enredan amorosamente, pero al final él se queda al lado de Joana. Renato se queda con Helena, que tuvo que convertirse en un travesti de hombre para mantenernese a sí misma y a su hijo después que su marido Mateus desapareció en el accidente de helicóptero. Haciéndose pasar por Mateus, Helena se acercó a Renato y se hizo amigo, y al fin termina enamorada de él cuando el secreto fue revelado al fin de la trama.
La telenovela devela la cacería de un tesoro: Los diamantes que Olavo encontró en la selva pasan de mano en mano para después terminar en manos de los habitantes de un barrio pobre (favela) de Río de Janeiro. Norma termina como esclava personal de un hacendado que la había sacado de la cárcel.

## Reparto
| Actor/Actriz        | Personaje                 |
| ------------------- | ------------------------- |
| Edson Celulari      | Guilherme Medeiros        |
| Carolina Ferraz     | Norma Gusmão              |
| Regiane Alves       | Joana da Silva Amarante   |
| Christiane Torloni  | Sônia Amarante            |
| Humberto Martins    | Renato Reis               |
| Reginaldo Faria     | Olavo Pederneiras         |
| Zezé Polessa        | Ivete Santos              |
| Antônio Calloni     | Eduardo Passos            |
| Kadu Moliterno      | Gaspar Monteiro Saldanha  |
| Maria Clara Gueiros | Suzy Rocha                |
| Leopoldo Pacheco    | Raul Freire               |
| Soraya Ravenle      | Débora Borges             |
| Mônica Martelli     | Helena Astragão           |
| Marcelo Faria       | Robson Silveira           |
| Ísis Valverde       | Rakelli Santos            |
| Carol Castro        | Sheila Cabral             |
| Bruno Mazzeo        | José Henrique Pinto       |
| Rodrigo Lopéz       | Betão (Elizabeto Martins) |
| Rafael Cardoso      | Klaus Amarante            |
| Paulo Vilela        | Anderson Santos           |
| Guilherme Fontes    | Alex Borges               |
| Rodrigo Veronese    | Mateus Astragão           |
| Helena Fernandes    | Márcia Passos             |
| Monique Alfradique  | Fernanda Borges           |
| Gustavo Leão        | Felipe Cascudo            |
| Pedro Brício        | Erik Jensen               |
| Letícia Isnard      | Valmiréia de Jesus Jensen |
| Letícia Isnard      | Meu Bem                   |
| Bia Montez          | Assumpção de Jesus        |
| Ernani Moraes       | Milton                    |
| Elaine Mickely      | Miriam                    |
| Elias Andreato      | Adamastor                 |
| André Abujamra      | Tiago                     |
| Marcella Valente    | Bia                       |
| Cláudio Galvan      | Jurandir Feitosa          |
| David Lucas         | Hugo Astragão             |
| Polliana Aleixo     | Dominique Amarante        |